# Ehden
Ehden (Arabisch: اٍهدن) is een plaats in het Noord-Libanese district Zgharta. Ehden is voornamelijk bekend als zomerresidentie van inwoners van Zgharta en deelt zijn bewoners grotendeels met Zgharta. Ehden wordt voornamelijk bewoond door maronitische christenen.